# Barceloneta de Provença
Barceloneta de Provença, antigament Barcelona de Provença (Barcilona o Barcilona de Provença en occità i en francès i oficialment: Barcelonnette) és un municipi francès situat al departament dels Alps de l'Alta Provença, dins la regió de Provença – Alps – Costa Blava.

## Geografia
La vall de Barceloneta queda encaixada entre muntanyes que assoleixen altures mitjanes de 3000 m. El cim més alt és l'agulla de Chambairon de 3400 m.

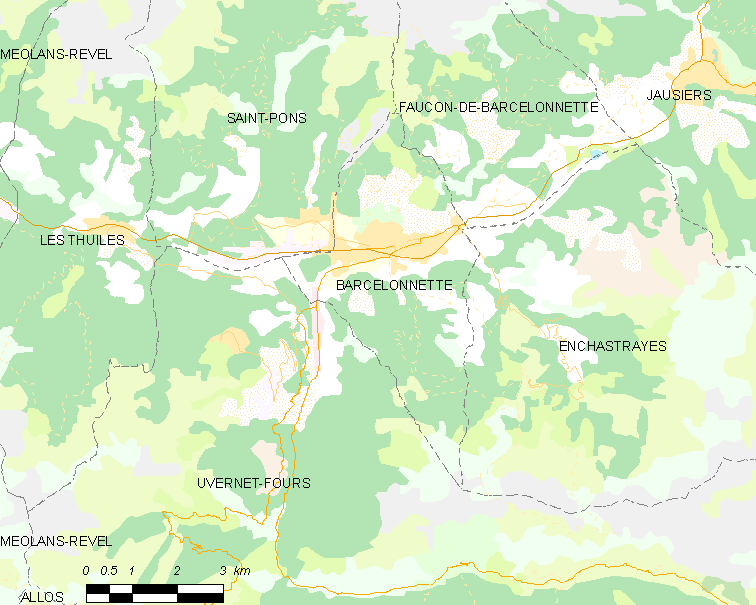
Mapa de la comuna de Barceloneta de Provença

## Història
El vol 9525 de Germanwings va ser-hi estavellat per un dels seus propis pilots el 24 de març del 2015.
La ciutat va ser fundada el 1231 per Ramon Berenguer IV de Provença, quan aquest comtat encara formava part del Casal de Barcelona.
Aquesta relació històrica, doncs, afavoreix la vinculació del topònim amb la capital del Principat, Barcelona, i explica la presència al poble dels quatre pals vermells amb fons groc del Casal de Barcelona. No és, amb tot, l'única hipòtesi sobre l'origen del topònim.

## Administració i política

### Alcaldes
| Període   | Identitat               | Partit        |
| --------- | ----------------------- | ------------- |
| 1983-2008 | Jean Chabre             | UMP           |
| 2008-2014 | Jean-Pierre Aubert      | Divers gauche |
| 2014-     | Pierre Martin-Charpenel |               |

### Agermanaments
- Valle de Bravo

## Demografia
| Evolució de la població |      |      |      |      |      |      |      |      |
| 1793                    | 1800 | 1806 | 1821 | 1831 | 1836 | 1841 | 1846 | 1851 |
| 2050                    | 2182 | 2080 | 2130 | 2144 | 2154 | 2267 | 2270 | 2242 |

| 1856 | 1861 | 1866 | 1872 | 1876 | 1881 | 1886 | 1891 | 1896 |
| ---- | ---- | ---- | ---- | ---- | ---- | ---- | ---- | ---- |
| 2153 | 2026 | 2000 | 1919 | 2082 | 2303 | 2234 | 2009 | 2286 |

| 1901 | 1906 | 1911 | 1921 | 1926 | 1931 | 1936 | 1946 | 1954 |
| ---- | ---- | ---- | ---- | ---- | ---- | ---- | ---- | ---- |
| 2363 | 2405 | 2532 | 2216 | 2705 | 2723 | 2987 | 3007 | 3000 |

| 1962 | 1968 | 1975 | 1982 | 1990 | 1999 | 2006 | 2011 | 2016 |
| ---- | ---- | ---- | ---- | ---- | ---- | ---- | ---- | ---- |
| 2432 | 2476 | 2626 | 2735 | 2976 | 2819 | 2818 | -    | -    |

| 2019 | - | - | - | - | - | - | - | - |
| ---- | - | - | - | - | - | - | - | - |
| -    | - | - | - | - | - | - | - | - |